# Новомихайловский (Мордовия)
 Новомихайловский  —поселок в Лямбирском районе Мордовии в составе  Саловского сельского поселения.

## География
Находится на расстоянии примерно 12 километров по прямой на север-северо-запад от города Саранск.

## История
Основан в конце 1920-х годов, в 1931 году учтено 6 дворов

## Население
Постоянное население составляло 64 человек (русские 97%) в 2002 году, 74 в 2010 году .